# Michael Ringel
Michael Ringel (* 10. Oktober 1961 in Moers) ist deutscher Journalist und Autor.

## Leben
Ringel ging 1982 nach West-Berlin, wo er Germanistik und Publizistik studierte. Nach seiner Magisterarbeit zum Thema „Die Spiegelung der antiken Welt in frühen Erzählungen von Arno Schmidt“ verfasste er 1991 eine Bibliografie zum Werk des deutschen Schriftstellers Eckhard Henscheid. Ab 1992 arbeitete er als freier Journalist und trat 1995 in die Redaktion der Wochenzeitung Der Freitag ein, wo er zuletzt Chef vom Dienst war. 2000 ging Ringel zur Berliner Tageszeitung taz, wo er seither als Redakteur für die Satire-Seite "Die Wahrheit" zuständig ist. 
Seine redaktionelle Arbeit bei der taz ist verbunden mit diversen, von der "Wahrheit" ausgelösten Presseskandalen. Dazu zählt u. a. der sogenannte "Penis-Prozess", in dem der damalige Bild-Chefredakteur Kai Diekmann gegen die taz klagte, weil Gerhard Henschel ihm in der "Wahrheit" 2002 eine Penisvergrößerung angedichtet hatte. An den Prozess erinnert noch heute das Relief Friede sei mit Dir des Bildhauers Peter Lenk aus dem Jahr 2009 am Verlagshaus der taz in Berlin.
Er trat außerdem als Autor für verschiedene Tageszeitungen, Magazine und Radiosender in Erscheinung und verfasste zahlreiche Beiträge zu Sammelbänden und Anthologien. Seit Jahren beschäftigt sich Ringel mit der Listenform und hat mehrere Bücher mit Listen herausgegeben. 

## Trivia
Ringel erscheint als literarische Figur in dem autobiographischen Roman Schauerroman (2021) und dem satirischen „Überregional-Krimi“ SoKo Fußballfieber (ebenfalls 2021) des Schriftstellers Gerhard Henschel.

## Veröffentlichungen

### Als Autor
- Bibliographie Eckhard Henscheid 1968–1990. Igel Verlag, Paderborn 1992, ISBN 978-3927104167.
- Wüste Weisheiten. Satiren. Glossen. Karambolagen. Oktober Verlag, Münster 2021. ISBN 978-3-946938-61-3.

### Als Herausgeber
- Das listenreiche Buch der Wahrheit. Wertloses Wissen hoch 10. S. Fischer Verlag, Frankfurt am Main 1998.
- Ringels Randnotizen. S. Fischer Verlag, Frankfurt am Main 2005.
- Die ultimativen Listen aus Freizeit & Leibesübungen. S. Fischer Verlag, Frankfurt am Main 2006.
- Die ultimativen Listen zu Lust & Liebe. S. Fischer Verlag, Frankfurt am Main 2006.
- Die ultimativen Listen zu Sprachen & Wörtern. S. Fischer Verlag, Frankfurt am Main 2006.
- Die ultimativen Listen zu Essen & Genüssen. S. Fischer Verlag, Frankfurt am Main 2006.
- Die ultimativen Listen aus Film & Musik. S. Fischer Verlag, Frankfurt am Main 2006.
- Die ultimativen Listen der schönen & öden Orte. S. Fischer Verlag, Frankfurt am Main 2006.
- Sternstunden der Wahrheit. Oktober Verlag, Münster 2009. ISBN 978-3-938568-85-9.
- Als wir alle wahnsinnig wurden. 66 Wahrheiten einer verrückten Dekade (hrsg. mit Christian Bartel). Satyr Verlag, Berlin 2021. ISBN 978-3-947106-76-9.

## Buchbeiträge (Auswahl)
- Ich sag mal … In: Das Wörterbuch des Gutmenschen. Zur Kritik der moralisch korrekten Schaumsprache. Hrsg. von Gerhard Henschel und Klaus Bittermann. Edition Tiamat, Berlin 1994. ISBN 3-923118-98-8.
- „Auf dem Fluß“. Die Spiegelung der antiken Geodäsie in „Enthymesis“, „Gadir“ und „Alexander“. In: Zettelkasten 14. Aufsätze und Arbeiten zum Werk Arno Schmidts. In: Jahrbuch der Gesellschaft der Arno-Schmidt-Leser 1995. Frankfurt am Main 1995. ISBN 3-924147-36-1.
- Glotzen, kiffen, kalben. Moers. In: Öde Orte. Ausgesuchte Stadtkritiken: Von Aachen bis Zwickau. Hrsg. von Jürgen Roth und Rayk Wieland. Reclam-Verlag, Leipzig 1998. ISBN 3-379-01625-X.
- Tamtam in der taz. In: Schwarzbuch Rassismus. Hrsg. von Walter Gerlach und Jürgen Roth. Wallstein Verlag, Göttingen 2012. ISBN 978-3-8353-1252-4.
- Post aus Kabul. In: Ist das jetzt Satire oder was? Beiträge zur humoristischen Lage der Nation. Hrsg. von Heiko Werning und Volker Surmann. Satyr Verlag, Berlin 2015. ISBN 978-3-944035-56-7.
- Der Marathonlauf des Ächzers. In: 30 Jahre Touché by ©Tom. Hrsg. von ©Tom (d. i. Thomas Körner). Lappan Verlag, Oldenburg 2021. ISBN 978-3-8303-8046-7.